# Середа Сергій Юрійович
Сергій Юрійович Середа (нар. 31 липня 1973, Київ) — український волейболіст, грав на позиції ліберо, зокрема, за національну збірну України. Майстер спорту України.

## Життєпис
Народжений 31 липня 1973 року в м. Києві.
Закінчив школу та залізничний технікум (1992) у рідному місті, Переяслав-Хмельницький державний педагогічний інститут (нині Університет Григорія Сковороди в Переяславі).
Грав, зокрема, у клубах «Стирол» (Горлівка), «Підшипник» (Луцьк, 1998—1999), «Азот-Спартак» (Черкаси, 1999—2007), «Юракадемія» (Харків, 2007—2008), «Локомотив» (Київ, тут провів першу частину сезону 2008—2009), «Будівельник–Буковина» (Чернівці, принаймні на початку сезону 2009—2010), білоруському «Металургу» (Жлобин), молдовському «Динамо» (Тирасполь), «Вінниці» (2015), «Олюртранс» (Луцьк, 2018—2019).
Зріст — 182, вага — 87 (станом на 1 лютого 2009).